# Orchids. The Magazine of the American Orchid Society
Orchids. The Magazine of the American Orchid Society (abreviado Orchids, Mag. Amer. Orchid Soc. o Orchids (West Palm Beach)) es una revista ilustrada con descripciones botánicas que es editada en Estados Unidos por la American Orchid Society. Ha publicado 65 números desde que comenzó su publicación en 1996. Fue precedida por American Orchid Society Bulletin.